# 鹿児島県道303号江口長里線
鹿児島県道303号江口長里線（かごしまけんどう303ごう えぐちながさとせん）は、鹿児島県日置市を通る一般県道である。

## 概要
日置市東市来町伊作田から同市東市来町長里に至る。

### 路線データ
- 起点：鹿児島県日置市東市来町伊作田（国道270号交点）
- 終点：鹿児島県日置市東市来町長里（長里橋交差点、国道3号交点）

## 地理

### 通過する自治体
- 日置市

### 交差する道路
| 交差する道路 | 交差する場所   | 交差する場所        |
| ------------ | -------------- | ------------------- |
| 国道270号    | 東市来町伊作田 | 起点                |
| 国道3号      | 東市来町長里   | 長里橋交差点 / 終点 |

### 交差する鉄道
- 鹿児島本線

### 沿線
- 日置市立伊作田小学校
- 江口郵便局